# Piazza della Repubblica (Roma)
Piazza della Repubblica, precedentemente nota come piazza dell'Esedra (o piazza Esedra) e prima ancora come piazza delle Terme, è una piazza di Roma situata a poche centinaia di metri dalla stazione Termini, di fronte alle Terme di Diocleziano; sulla piazza si affacciano due palazzi gemelli, progettati da Gaetano Koch, e la Basilica di Santa Maria degli Angeli e dei Martiri. Dalla piazza della Repubblica parte Via Nazionale, una delle strade fondamentali del quadrante e della capitale italiana.

## Storia

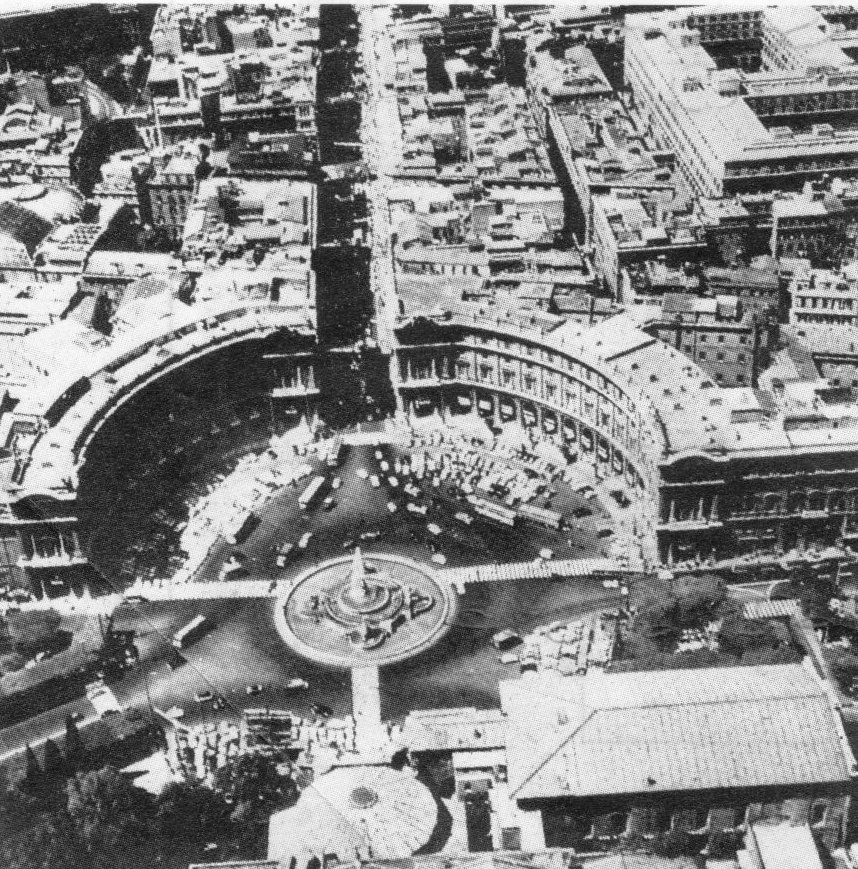
Veduta storica, dall'alto, di piazza della Repubblica, prima dell'Esedra, a Roma.

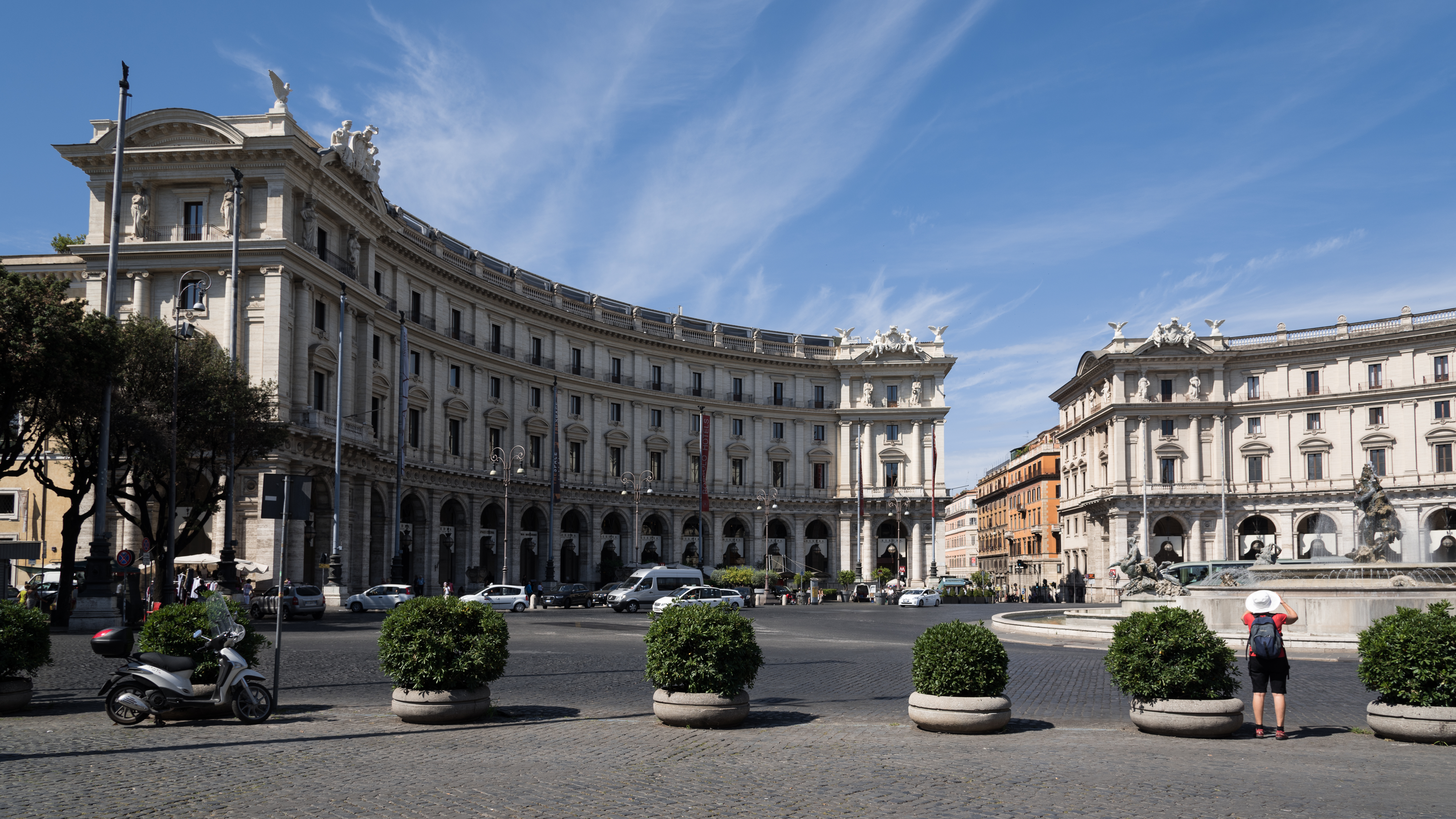
I due palazzi gemelli dell'Esedra.

Piazza della Repubblica si chiamava in passato piazza Esedra, che traeva il suo nome dalla grande esedra delle terme romane di Diocleziano, il cui perimetro è ricalcato dal colonnato semicircolare della piazza, opera di fine Ottocento del grande architetto torinese Gaetano Koch, autore anche degli imponenti palazzi che incorniciano la piazza. Koch progettò a fine secolo il Palazzo Koch, sede della Banca d'Italia. Sulla piazza si affaccia la Basilica di Santa Maria degli Angeli e dei Martiri, opera di Michelangelo Buonarroti ricavata da un’ala delle terme romane. Nella delibera n. 367 del Consiglio Comunale del 20 marzo 1953 venne rinominata in piazza della Repubblica . Nel 1885, con l'approvazione del piano regolatore e l'avvio di importanti lavori di ristrutturazione urbana, fu decisa la sistemazione della grande piazza dell'Esedra e fu stabilito che la definitiva mostra dell'Acqua Marcia dovesse sorgere al centro della piazza stessa, a sfondo dell'asse di via Nazionale. 
Nel 1897, fu approvato il progetto di Mario Rutelli per l'allestimento della fontana: Rutelli preparò quattro colossali gruppi bronzei raffiguranti quattro ninfe, ognuna delle quali era sdraiata su un animale acquatico che simboleggiava l'acqua nelle sue diverse forme. Un cavallo marino per la Ninfa degli Oceani, un serpente d'acqua per la Ninfa dei Fiumi, un cigno per la Ninfa dei Laghi, una lucertola per la Ninfa dei Fiumi sotterranei. L'opera suscitò polemiche a non finire per la procacità dei nudi femminili, tant'è che la fontana rimase a lungo nascosta dentro un recinto ligneo. Le polemiche si concentrarono quindi sul gruppo scultoreo centrale, in origine costituito da tre tritoni, un delfino e un polipo (oggi visibile nei giardini di piazza Vittorio Emanuele II) e poi sostituito con l’attuale tritone che abbraccia un delfino. Al centro si trova il gruppo del Glauco (1912), simboleggiante il dominio dell'uomo sulla forza naturale. L'acqua proviene dall'acquedotto dell'acqua Marcia, fra le più famose di Roma; precedentemente infatti Papa Pio IX aveva inaugurato qui nel 1870 la fontana dell'Acqua Pia. L'opera completa venne di nuovo inaugurata nel 1914. Secondo una rivelazione dell’ex sindaco di Roma Francesco Rutelli, pronipote dello scultore, il Glauco raffigurerebbe il poeta Trilussa .

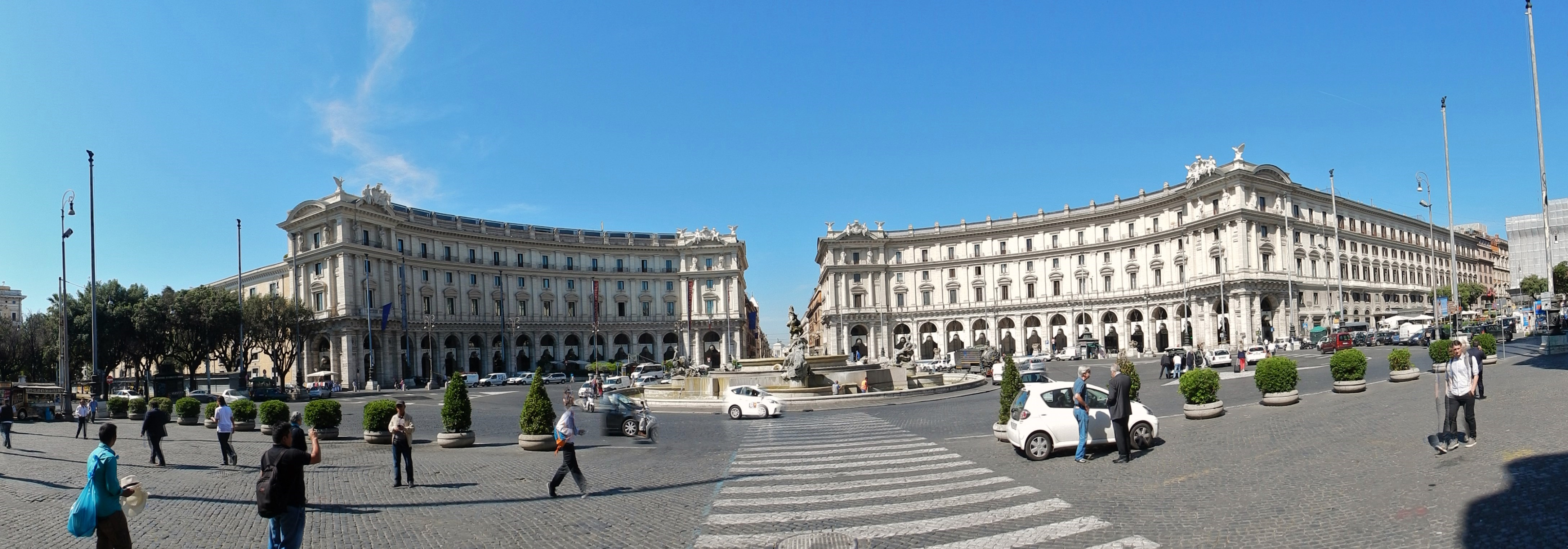
Veduta panoramica della piazza.